# دماتاگودا
دماتاگودا (به لاتین: Dematagoda) یک منطقهٔ مسکونی در سری‌لانکا است که در ناحیه کلمبو واقع شده‌است.